# Bad Teacher
Bad Teacher (prt: Professora Baldas; bra: Professora sem Classe) é um filme americano de 2011, do gênero comédia, dirigido por Jake Kasdan com roteiro de Lee Eisenberg e Gene Stupnitsky e estrelado por Cameron Diaz, Justin Timberlake, Lucy Punch, Jason Segel e Phyllis Smith.
O filme foi lançado nos Estados Unidos e no Canadá em 24 de junho de 2011. Ele se concentra em uma professora preguiçosa do ensino médio que volta ao trabalho de professora que ela despreza e tenta ganhar dinheiro suficiente para implantes mamários depois que seu rico noivo a dispensa.

## Sinopse
Elizabeth Halsey é uma professora do ensino médio da John Adams Middle School de Illinois. Ela deixou a escola para se casar com seu rico noivo. Entretanto, ela é abandonada por ele, influenciada pela mãe deste. Três meses depois, relutantemente, retorna a escola. Desinteressada pelos alunos, exibe filmes em suas aulas enquanto cochila ou bebe. E nas horas vagas, consome maconha. Ao perceber que o recém chegado professor substituto Scott Delacorte é rico, traça um plano para conquista-lo. Para ficar mais atraente, resolve se submeter a uma mamoplastia de aumento, mas não possui recursos financeiros para tal. Utiliza então de todos os meios para obter o dinheiro necessário. Alem disso, Scott também tem sua atenção disputada pela professora Amy Squirrel, vizinha de corredor de Elizabeth. Uma forte rivalidade se desenvolve entre ambas.

## Elenco
- Cameron Diaz como professora Elizabeth Halsey, uma preguiçosa, interesseira e viciada em drogas
- Lucy Punch como professora Amy Squirrel, a maldosa e psicótica colega de trabalho de Elizabeth, que planeja fazer desacreditar, demitir e prender Elizabeth
- Jason Segel como professor Russell Gettis, um professor de ginástica apaixonado por Elizabeth
- Justin Timberlake como professor Scott Delacorte, um substituto rico de quem Elizabeth gosta
- Phyllis Smith como professora Lynn Davies, melhor amiga e colega de trabalho de Elizabeth
- John Michael Higgins como diretor Wallace "Wally" Snur
- Dave Allen como professor Sandy Pinkus
- Jillian Armenante como professora Sra. Pavicic
- Matthew J. Evans como aluno Garrett Tiara, um garoto apaixonado
- Kaitlyn Dever como aluna Sasha Abernathy, uma estudante que parece idolatrar Elizabeth
- Kathryn Newton como aluna Chase Rubin-Rossi, uma estudante popular superficial e a paixão de Garrett
- Aja Bair como Devon, amiga de Gaby e Chase Rubin-Rossi, acaba mais tarde com Garret
- Andra Nechita como amiga de Gaby, Devon e Chase Rubin-Rossi
- Christine Smith como assistente do médico (uma com seios aumentados)
- Igal Ben Yair como Arkady
- Noah Munck como aluno Tristan Munck, um dos alunos de Elizabeth que frequentemente intimida Garrett
- Eric Stonestreet como Kirk, colega de quarto de Elizabeth
- Thomas Lennon como Carl Halabi, um educador que é seduzido e chantageado por Elizabeth
- Nat Faxon como Mark Pubich, o noivo rico de Elizabeth que a largou no início do filme
- Molly Shannon como Melody, mãe de Garrett, que convida Elizabeth para passar o Natal com sua família

## Produção
Bad Teacher é dirigido por Jake Kasdan, com base em um roteiro de Lee Eisenberg e Gene Stupnitsky. Columbia Pictures comprou o roteiro de especificação de Eisenberg e Stupnitsky em agosto de 2008. Em maio de 2009, Kasdan foi contratado para dirigir Bad Teacher. Em dezembro seguinte, Cameron Diaz foi escalada para o papel principal do filme. Justin Timberlake foi escalado para o elenco em março de 2010 e as filmagens começaram no final do mês.

## Lançamento

### Bilheteria
O filme foi lançado na América do Norte em 20 de junho de 2011 em 3,049 cinemas. Ele arrecadou US$12,243,987 - US$4,016 por cinema - em seu dia de estreia e arrecadou um total de US$31,603,106 em seu fim de semana de estreia, terminando em segundo nas bilheterias, atrás de Cars 2. Na Alemanha, o filme alcançou o primeiro lugar nas paradas de cinema do país em sua semana de abertura, depois que 496,000 pessoas assistiram ao filme. Isso fez com que Kung Fu Panda 2, que alcançou o primeiro lugar na semana anterior, caísse para o segundo lugar. O filme arrecadou US$100,3 milhões nos EUA e Canadá, enquanto seu total mundial é de US$216,2 milhões.

### Resposta da crítica
Bad Teacher recebeu críticas mistas dos críticos. No Rotten Tomatoes, o filme tem uma classificação de 44%, com base em 178 críticas, com uma média de classificação de 5,3/10. O consenso crítico do site diz: "Apesar de um conceito promissor e de uma performance charmosamente descarada de Cameron Diaz, Bad Teacher nunca é tão engraçado quanto deveria ser". Metacritic deu ao filme uma pontuação de 47 em 100, com base em 38 críticos, indicando "críticas mistas ou médias". As pesquisas do CinemaScore relataram que os espectadores atribuíram ao filme uma nota média de "C +" na escala A+ a F.

## Prêmios e indicações
| Ano  | Prêmio                  | Categoria              | Nomeado               | Resultado |
| ---- | ----------------------- | ---------------------- | --------------------- | --------- |
| 2011 | 2011 Teen Choice Awards | Melhor Filme – Comédia | Professora Sem Classe | Venceu    |
| 2011 | 2011 Teen Choice Awards | Melhor Ator – Comédia  | Justin Timberlake     | Venceu    |
| 2011 | 2011 Teen Choice Awards | Melhor Atriz – Comédia | Cameron Diaz          | Venceu    |

### Mídia doméstica
Bad Teacher foi lançado em DVD, Blu-ray e um pacote combinado em 18 de outubro de 2011.

## Possível sequência e série de TV
Em 20 de junho de 2013, a Sony anunciou que estava trabalhando em Bad Teacher 2. A empresa contratou Justin Malen para escrever a sequência. Lee Eisenberg e Gene Stupnitsky, que escreveram o primeiro filme, retornarão como produtores. Um comunicado dos estúdios da Sony disse que o projeto "está sendo desenvolvido para Cameron Diaz estrelar o filme, mas ainda não há acordo com a atriz". Jake Kasdan será novamente o diretor.
Em 23 de maio de 2013, a CBS anunciou uma série de TV baseada no filme a estrear na temporada de abril, com a CBS Studios e a Sony Pictures Television como parceiras de produção. O show estreou em 24 de abril de 2014 no horário das 21:30. Ari Graynor interpretou o papel de Cameron Diaz, enquanto Sara Gilbert, Ryan Hansen, David Alan Grier, Kristin Davis e Sara Rodier também apareceram. Em 10 de maio de 2014, a CBS cancelou Bad Teacher depois de exibir apenas três episódios. Bad Teacher foi ao ar pela última vez em 22 de maio de 2014. No entanto, em julho de 2014, a CBS transmitiu os episódios restantes, mostrando dois episódios nas noites de sábado.